# Més enllà de les llàgrimes
Més enllà de les llàgrimes (títol original en anglès Battle Cry) és una pel·lícula estatunidenca dirigida per Raoul Walsh el 1955 i doblada al català.

## Argument
Joves reclutes són formats com a Soldats d'Infanteria de la Marina americana (Marines) per fer front a l'expansió del Japó després de l'atac a Pearl Harbor. Encara que formats durament, han de guanyar-se l'estima dels professionals, i no ho és fins que es fan trinxar en una platja de Saipan amb els seus oficials.

## Comentaris
- La pel·lícula s'estén amb ganes sobre els assumptes de cor dels joves reclutes, sens dubte per fer sentir la diferència entre ells i els soldats d'ofici.
- Una sola escena de batalla a la pel·lícula, al final.
- La utilització de la llengua navajo a la ràdio per enganyar els japonesos és un tema que és explotat en una pel·lícula més recent: Windtalkers.

## Repartiment
- Van Heflin: Major Sam Huxley (CO, 2nd Bn., 6th Marine Regt.)
- Aldo Ray: Soldat ras / Pfc Andy Hookens
- Mona Freeman: Kathy, després Mrs. Danny Forrester
- Nancy Olson: Mrs. Pat Rogers
- James Whitmore: Sergent major Mac / veu off
- Raymond Massey: Major General Snipes
- Tab Hunter: Soldat ras / Cpl. Dan 'Danny' Forrester
- Dorothy Malone: Mrs. Elaine Yarborough (gerent de l'Uso a San Diego, relació de Danny)
- Anne Francis: Rae
- William Campbell: Soldat ras 'Esquí' Wronski
- John Lupton: Soldat ras / Cpl. Marion 'Sister Mary' Hotchkiss
- L Q. Jones: Soldat ras L Q. Jones (sota el pseudo de Justus E. McQueen)
- Perry Lopez: Soldat ras Joe Gomez àlies Spanish Joe
- Fess Parker: Soldat ras Speedy
- Jonas Applegarth: Soldat ras Lighttower (operador ràdio navajo)
- Rhys Williams: Enoch Rogers

## Nominacions
- Oscar a la millor banda sonora